# Lorenzo Dalla Porta
Lorenzo Dalla Porta (Prato, 22 de junho de 1997) é um motociclista italiano que compete na MotoGP (Moto2), pela equipe Italtrans Racing Team.

## Carreira
Competiu na FIM CEV Moto3 Junior World Championship, disputando 24 corridas entre 2015 e 2016, ano em que foi campeão: foram 10 pódios em 12 etapas, obtendo 214 pontos.
Também em 2015, estreou na Moto3 substituindo o espanhol Isaac Viñales a partir do GP dos Estados Unidos. Pilotando uma Husqvarna FR250GP, Dalla Porta cruzou a linha de chegada em 28º lugar, uma volta atrás do vencedor, Livio Loi. Sua melhor posição foi um 8º lugar conquistado na etapa do Reino Unido.
Em 2016, foi usado como substituto de 3 pilotos: Philipp Öttl (Itália), Jorge Navarro (Países Baixos) e Romano Fenati (últimas 7 provas). Terminou o campeonato com 12 pontos e a trigésima posição na classificação geral.
Sua primeira temporada completa foi em 2017, pilotando uma moto Mahindra  MGP3O da equipe Aspar Mahindra Moto3. Dalla Porta conquistou apenas 9 pontos e encerrou o campeonato em 28º lugar.
Para 2018, assinou com a Leopard Racing, onde pilotaria uma Honda NSF250RW, conquistando seu primeiro pódio no Catar, onde chegou na terceira posição, e sua primeira vitória foi em San Marino, além de ter conseguido 3 segundos lugares. Fechou a temporada em quinto lugar, com 151 pontos.
Em 2019, seguiu na Leopard Racing e conquistou o título da Moto3 com 11 pódios (4 vitórias, 6 segundos lugares e um terceiro), confirmado com a vitória na Austrália e encerrando o campeonato com 279 pontos.
Promovido à Moto2 em 2020, Dalla Porta foi para a Italtrans Racing Team, onde pilotaria uma moto Kalex. Foram apenas 5 pontos conquistados e o 27º posto na classificação. Em 2021, disputou 14 etapas, repetindo a posição da temporada anterior, agora com 10 pontos (o dobro da temporada anterior). Seus pontos negativos foram a desclassificação na França por uma infração técnica e a não-largada em Silverstone.

## Links
- Perfil no site da MotoGP